# Milton Parc
Milton Parc (ou Ghetto McGill) est un quartier de l'arrondissement Le Plateau-Mont-Royal, à Montréal, immédiatement à l'est du campus du centre-ville de l'Université McGill.
L'appellation « Ghetto McGill » est couramment utilisée pour identifier ce quartier. Le quartier est habité par des résidents permanents, des propriétaires et membres des coopératives d'habitation et des locataires. Milton Parc est aujourd'hui considéré comme étant la plus grande communauté de coopératives d'habitation au Canada.

## Histoire
Le quartier Milton Parc est l'un des plus vieux quartiers de Montréal. Habitée dès 1783, c'est au milieu du XIXe siècle que cette portion du territoire de la ville de Montréal devient un quartier proprement dit. Le quartier est surtout composé de maisons de ville historiques. Plusieurs ont été bâties dans les années 1900 pour des hommes d'affaires en moyens travaillant dans des bureaux au centre-ville adjacent. C'était l'esprit du quartier avant les grandes vagues de déménagements des élites vers les banlieues, par exemple Westmount, pour les anglophones.
Dans les années 1970, les résidents de Milton Parc se sont mobilisés et ont lutté contre un vaste projet de rénovation urbaine, qui à terme, aurait chassé hors du quartier une population à moyens et faibles revenus tout en détruisant à la fois des entités architecturales à caractère patrimonial reconnu. En définitive, cette mobilisation citoyenne a contribué à la consolidation des coopératives d'habitation dans Milton Parc.
Présentement, les résidents permanents du quartier rencontrent certains problèmes à l'égard de la concentration de la population étudiante croissante. L'association étudiante de l'Université McGill reconnaît que certains étudiants et résidents temporaires du secteur perturbent la quiétude du quartier en abusant d'alcool, en générant des nuisances sonores et en s'adonnant à des actes d'incivilité. Ces nuisances s'apparentent au phénomène de « studentification ».
L'association étudiante de l'Université McGill, le Comité des citoyens de Milton Parc et le décanat à la vie étudiante de l'Université McGill participent collectivement à des concertations dans le but de pallier ces effets négatifs sur le quartier résidentiel Milton Parc.
En 2003, l'Université McGill a acquis un ancien hôtel sur l'avenue du Parc et l'a transformé en résidences universitaires. Cela a contribué à augmenter la population étudiante dans le quartier. La préservation du caractère historique de Milton Parc a été une cause défendue par Héritage Montréal.

## Vie étudiante
Beaucoup des étudiants de McGill demeurent dans le Ghetto McGill. Il est délimité par les rues Sherbrooke au sud et Université à l'ouest, ainsi que par le boulevard St-Laurent à l'est et l'avenue des Pins (voire  Duluth) au nord.
En ce qui concerne la part de la population étudiante dans ce secteur, en 2010, des statistiques présentées par l'Université McGill précisent que sur une population totale de 11 150 résidents de Milton Parc, 1 500 d'entre eux sont des étudiants de McGill. La population étudiante est donc minoritaire dans Milton Parc.

## Galerie de photographies

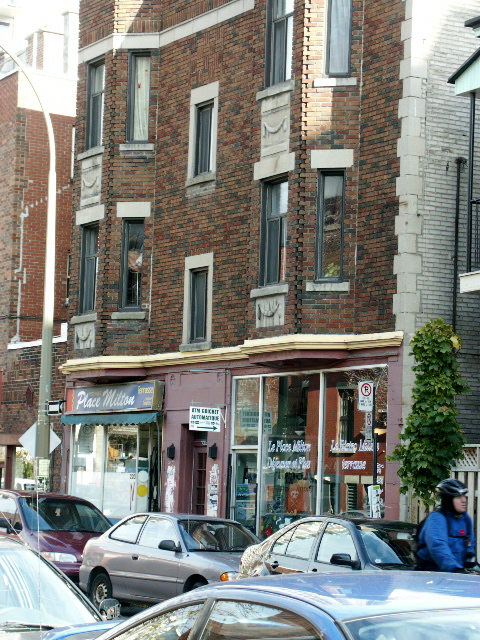
Restaurant de quartier.
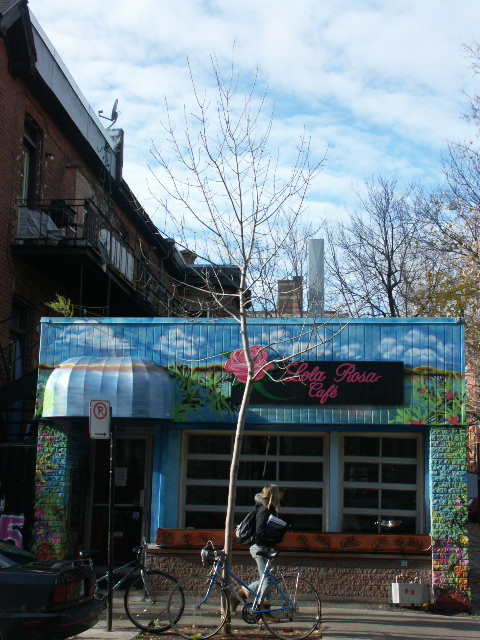
Restaurant de quartier.
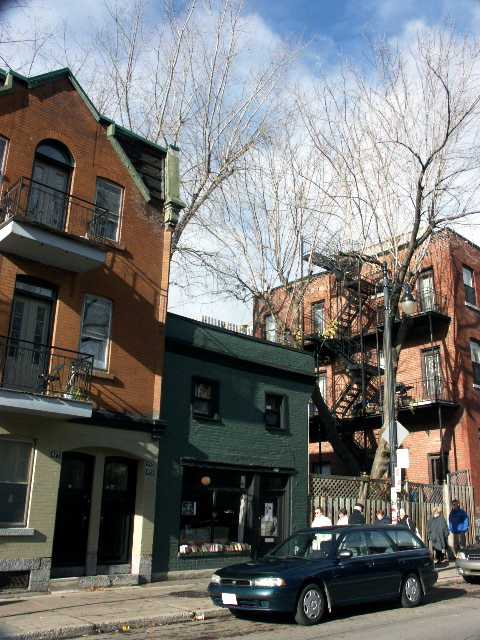
Librairie de quartier.
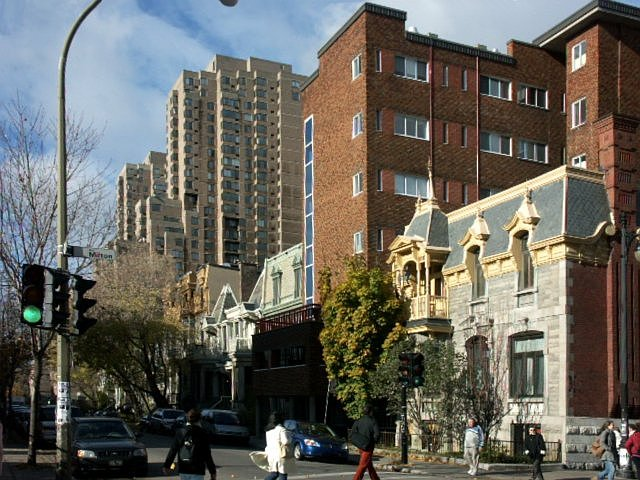
La rue Hutchison, rendue célèbre par Mordecai Richler.

## Expositions
- Milton-Parc : notre réussite, Centre canadien d'architecture, Montréal (2019)
- Les Jardins des femmes, McGill University School of Architecture, Montréal (2019)